# Élections générales britanniques de février 1974
Les élections générales britanniques de février 1974 se déroulent le jeudi 28 février. Ce sont des élections anticipées à la suite de la dissolution de la Chambre des communes trois semaines plus tôt. Pour la première fois depuis les élections générales de 1929, un Parlement minoritaire se forme, aucun parti ne disposant de la majorité absolue pour former un gouvernement.
Ces élections se déroulent dans un contexte très compliqué, entre le Conflit nord-irlandais qui a abouti à l'accord de Sunningdale à la suite des évènements du Bloody Sunday et du Bloody Friday mais aussi les grèves des mineurs de 1972 et de 1974 qui ont affaibli le pays sur le plan intérieur, obligeant le Premier ministre Edward Heath à demander à la reine Élisabeth II la dissolution de la Chambre des communes.
Le Parti conservateur remporte la majorité des voix, mais termine deuxième en nombre de sièges derrière les travaillistes.
Le refus du Parti libéral de former un gouvernement de coalition entraîne le départ d'Edward Heath du 10 Downing Street et le retour de Harold Wilson qui devient le premier ancien Premier ministre à reprendre le pouvoir depuis Winston Churchill après les élections générales de 1951. Il forme un gouvernement minoritaire mais l'instabilité parlementaire le pousse à demander à son tour la dissolution de la Chambre des communes. Des élections anticipées sont ainsi organisées en octobre.

## Sondages

Intentions de votes

## Résultats
|                          |                                        |            |       |               |        |               |  |  |  |
| Parti                    | Parti                                  | Votes      | %     | +/-           | Sièges | +/-           |  |  |  |
|                          | Parti conservateur                     | 11 872 180 | 37,90 | 8,54          | 297    | 33            |  |  |  |
|                          | Parti travailliste                     | 11 645 616 | 37,18 | 5,95          | 301    | 13            |  |  |  |
|                          | Parti libéral                          | 6 059 519  | 19,35 | 11,87         | 14     | 8             |  |  |  |
|                          | Parti national écossais                | 633 180    | 2,02  | 0,94          | 7      | 6             |  |  |  |
|                          | Parti unioniste d'Ulster               | 232 103    | 0,74  | Nv            | 7      | 7             |  |  |  |
|                          | Plaid Cymru                            | 171 374    | 0,55  | 0,07          | 2      | 2             |  |  |  |
|                          | Parti social-démocrate et travailliste | 160 437    | 0,51  | Nv            | 1      | 1             |  |  |  |
|                          | Unionistes pro-assemblée               | 94 301     | 0,30  | Nv            | 0      | en stagnation |  |  |  |
|                          | Front national britannique             | 76 865     | 0,24  | 0,20          | 0      | en stagnation |  |  |  |
|                          | Vanguard                               | 75 944     | 0,24  | Nv            | 3      | 3             |  |  |  |
|                          | Parti unioniste démocrate              | 58 656     | 0,19  | Nv            | 1      | 1             |  |  |  |
|                          | Libéraux indépendants                  | 38 437     | 0,12  | 0,10          | 0      | en stagnation |  |  |  |
|                          | Parti communiste                       | 32 743     | 0,10  | 0,13          | 0      | en stagnation |  |  |  |
|                          | Parti travailliste indépendant         | 29 892     | 0,09  | en stagnation | 1      | en stagnation |  |  |  |
|                          | Parti de l'Alliance d'Irlande du Nord  | 22 660     | 0,07  | Nv            | 0      | en stagnation |  |  |  |
|                          | Unité                                  | 17 593     | 0,06  | 0,44          | 0      | en stagnation |  |  |  |
|                          | Parti socialiste indépendant           | 17 300     | 0,05  | Nv            | 0      | en stagnation |  |  |  |
|                          | Parti travailliste d'Irlande du Nord   | 17 284     | 0,05  | Nv            | 0      | en stagnation |  |  |  |
|                          | Clubs républicains                     | 15 152     | 0,05  | Nv            | 0      | en stagnation |  |  |  |
|                          | Parti travailliste démocratique        | 15 152     | 0,05  | Nv            | 1      | 1             |  |  |  |
|                          | Conservateurs indépendants             | 11 451     | 0,04  | 0,04          | 0      | en stagnation |  |  |  |
|                          | Autres partis                          | 28 506     | 0,09  | –             | 0      | en stagnation |  |  |  |
|                          | Indépendants                           | 18 180     | 0,06  | 0,08          | 0      | en stagnation |  |  |  |
|                          |                                        |            |       |               |        |               |  |  |  |
| Votes valides            | Votes valides                          | 31 321 982 | 99,96 |               |        |               |  |  |  |
| Votes blancs et nuls     | Votes blancs et nuls                   | 13 116     | 0,04  |               |        |               |  |  |  |
| Total                    | Total                                  | 31 335 098 | 100   | –             | 630    | en stagnation |  |  |  |
| Abstentions              | Abstentions                            | 8 418 765  | 21,18 |               |        |               |  |  |  |
| Inscrits / participation | Inscrits / participation               | 39 753 863 | 78,82 |               |        |               |  |  |  |